# 中津川市ひと・まちテラス
中津川市ひと・まちテラス（なかつがわしひと・まちテラス）は、岐阜県中津川市新町2-34にある複合施設。
2023年（令和5年）7月15日開館。中津川市立図書館を核とし、4つの機能（子育て支援、市民交流、学び、観光）をひとつに集めた複合施設となっている。

## 歴史
2018年（平成30年）7月の「中津川市中心市街地活性化基本計画」及び2019年（令和元年）7月の「中津川市リニアを活用したまちづくり構想」（令和元年7月策定）に基づき、「（仮称）市民交流プラザ」として整備が計画された。基本方針では、1.子育て支援機能、2.市民交流機能、3.学び機能、4.観光機能が導入機能のコンセプト・イメージとされている。
2023年（令和5年）2月、複合施設「（仮称）市民交流プラザ」の愛称を「中津川市ひと・まちテラス」とすることが決まった。

## 構成
3階
中津川市立図書館（児童書架、絵本コーナー・おはなしコーナー、閉架書庫）、遊び場スペース（保育・遊戯室）、保育室（一時保育）、活動室（調理室）、ラウンジ、テラス
2階
中津川市立図書館（閲覧スペース、書架・閲覧（一般開架）、レファレンスカウンター、学習室、テラス）
1階
総合案内、ステージ、多目的ラウンジ、交流スペース、多目的室、活動室（防音）